# Paraulopus
Die Paraulopus (Gr.: para = Seite von, aulos = Flöte) ist eine Gattung der Eidechsenfischverwandten (Aulopiformes). Sie kommen im Indischen Ozean und im westlichen Pazifik von Japan und der Hawaii-Emperor-Kette bis nach Australien und Neuseeland vor und leben vor allem auf dem Schelf der Kontinente und Inseln in Tiefen von 40 bis 600 Metern.

## Merkmale
Paraulopus-Arten werden 8,5 bis 35 Zentimeter lang. Ihre Rückenflosse wird von zehn bis elf gestützt, die Afterflosse von acht bis elf, die Brustflossen von 13 bis 20 und die Bauchflossen von neun Flossenstrahlen gestützt. Paraulopus-Arten haben 40 bis 52 mit Poren versehene Schuppen entlang des vollständig ausgebildeten Seitenlinienorgans und 39 bis 46 Wirbel.

## Systematik
Die Arten der Gattung wurden bis 2002 zu den Grünaugen (Chlorophthalmus) gezählt. Die neue Gattung Paraulopus und die Familie Paraulopidae wurde anhand von sechs Apomorphien aufgestellt, vor allem Merkmale des Kiemenbogens, der Verknöcherungen zwischen den Muskelsegmenten (Gräten), des Schwanzflossenskeletts und des Beckengürtels.

## Arten
In der elf Arten umfassenden Gattung lassen sich zwei Artengruppen unterscheiden, die Paraulopus oblongus-Gruppe zu der sieben kleinbleibende Arten gehören und die Paraulopus nigripinnis-Gruppe, zu der drei großwüchsige, bis 35 Zentimeter lange Arten gehören, die bei Neuseeland und vor der Küste des südwestlichen Australien leben.
- Paraulopus nigripinnis-Gruppe
  - Paraulopus novaeseelandiae Sato & Nakabo, 2002
  - Paraulopus nigripinnis (Günther, 1878)
  - Paraulopus okamurai Sato & Nakabo, 2002
- Paraulopus oblongus-Gruppe
  - Paraulopus atripes Sato & Nakabo, 2003
  - Paraulopus brevirostris (Fourmanoir, 1981)
  - Paraulopus filamentosus (Okamura, 1982)
  - Paraulopus japonicus (Kamohara, 1956)
  - Paraulopus legandi (Fourmanoir & Rivaton, 1979)
  - Paraulopus maculatus (Kotthaus, 1967)
  - Paraulopus melanogrammus Gomon & Sato, 2004
  - Paraulopus oblongus (Kamohara, 1953)